# Rabot (wijk)

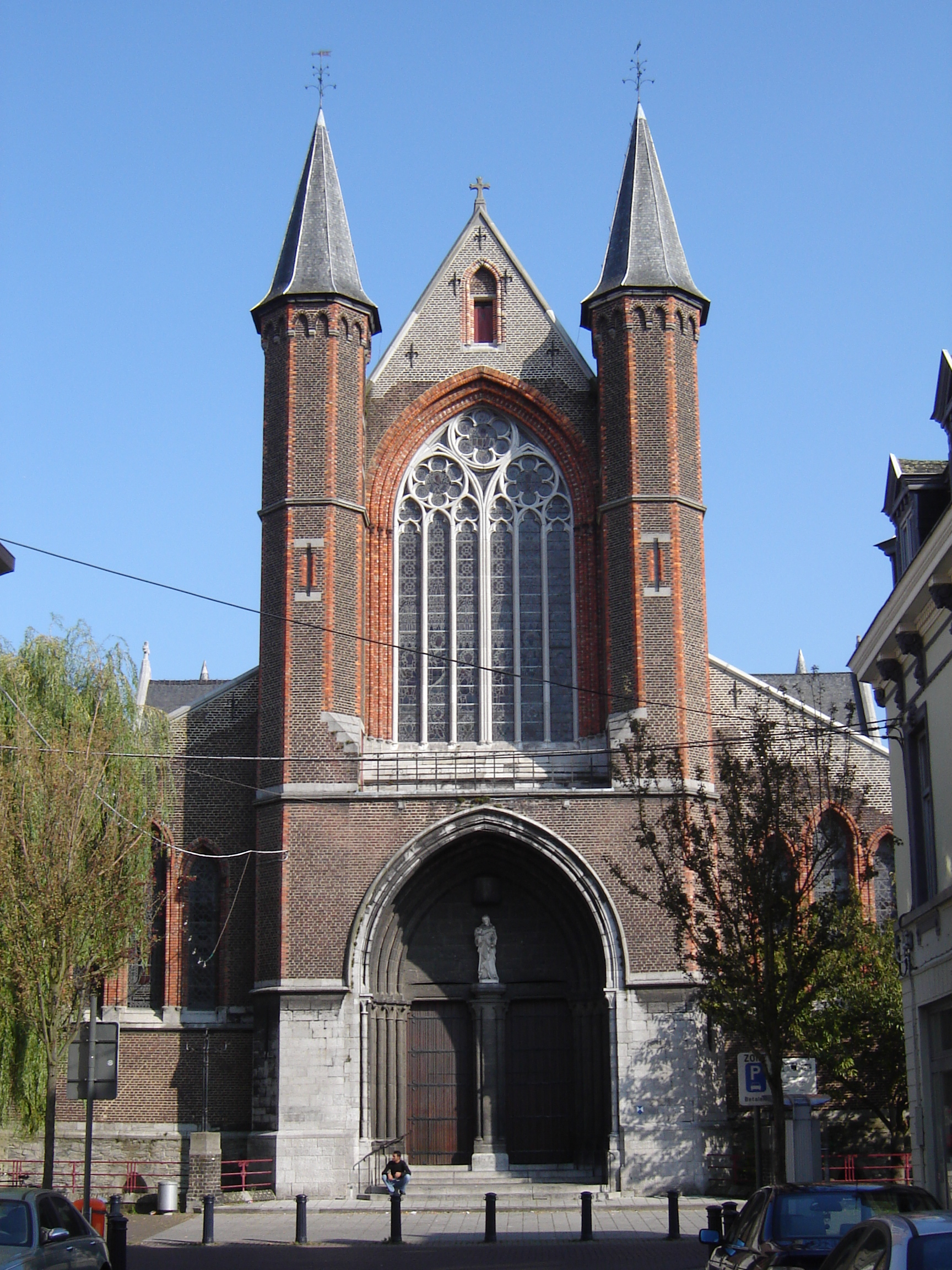
Sint-Jozefskerk.

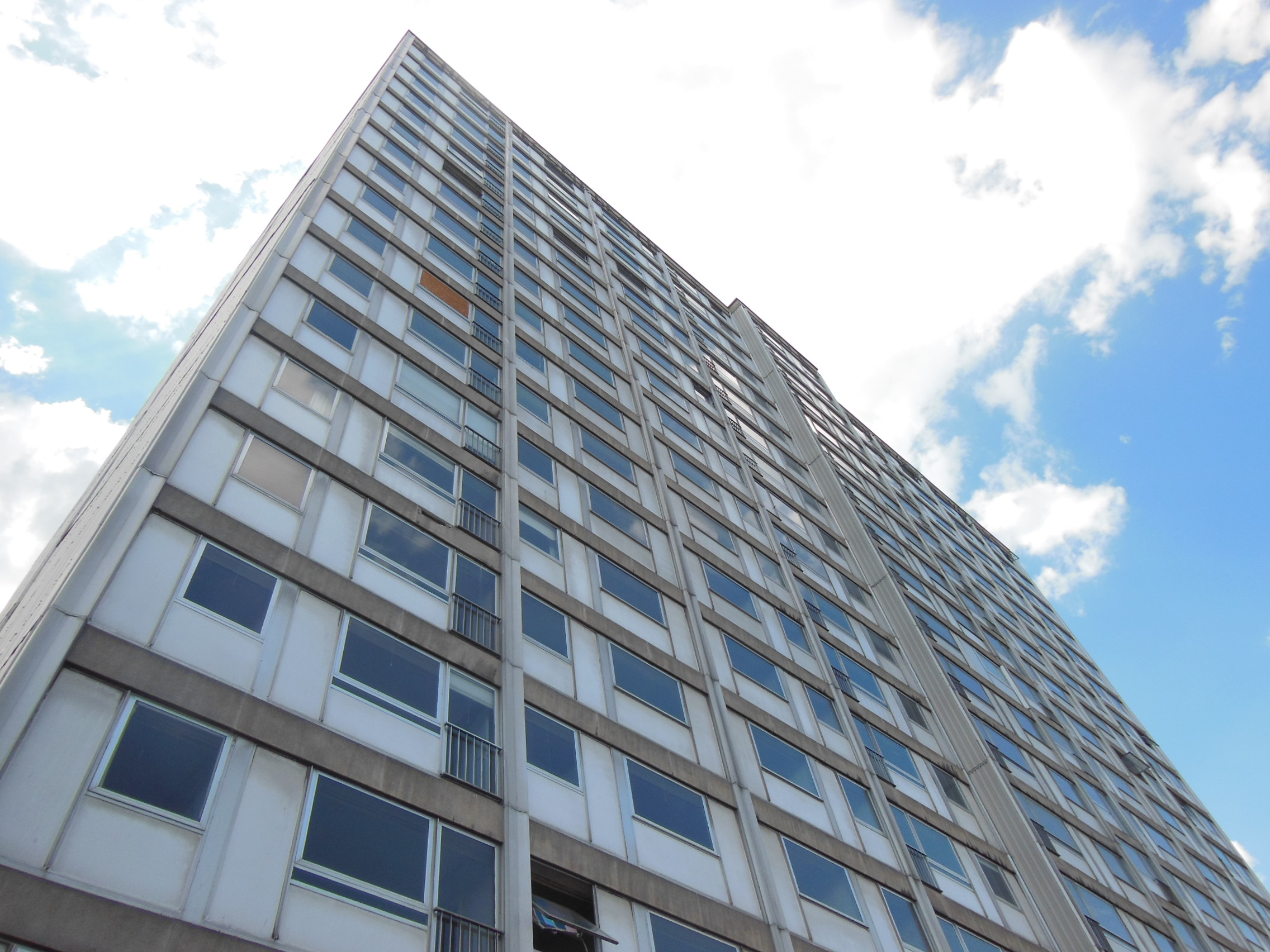
De ingang van de laatste woontoren die in 2020 gesloopt werd.

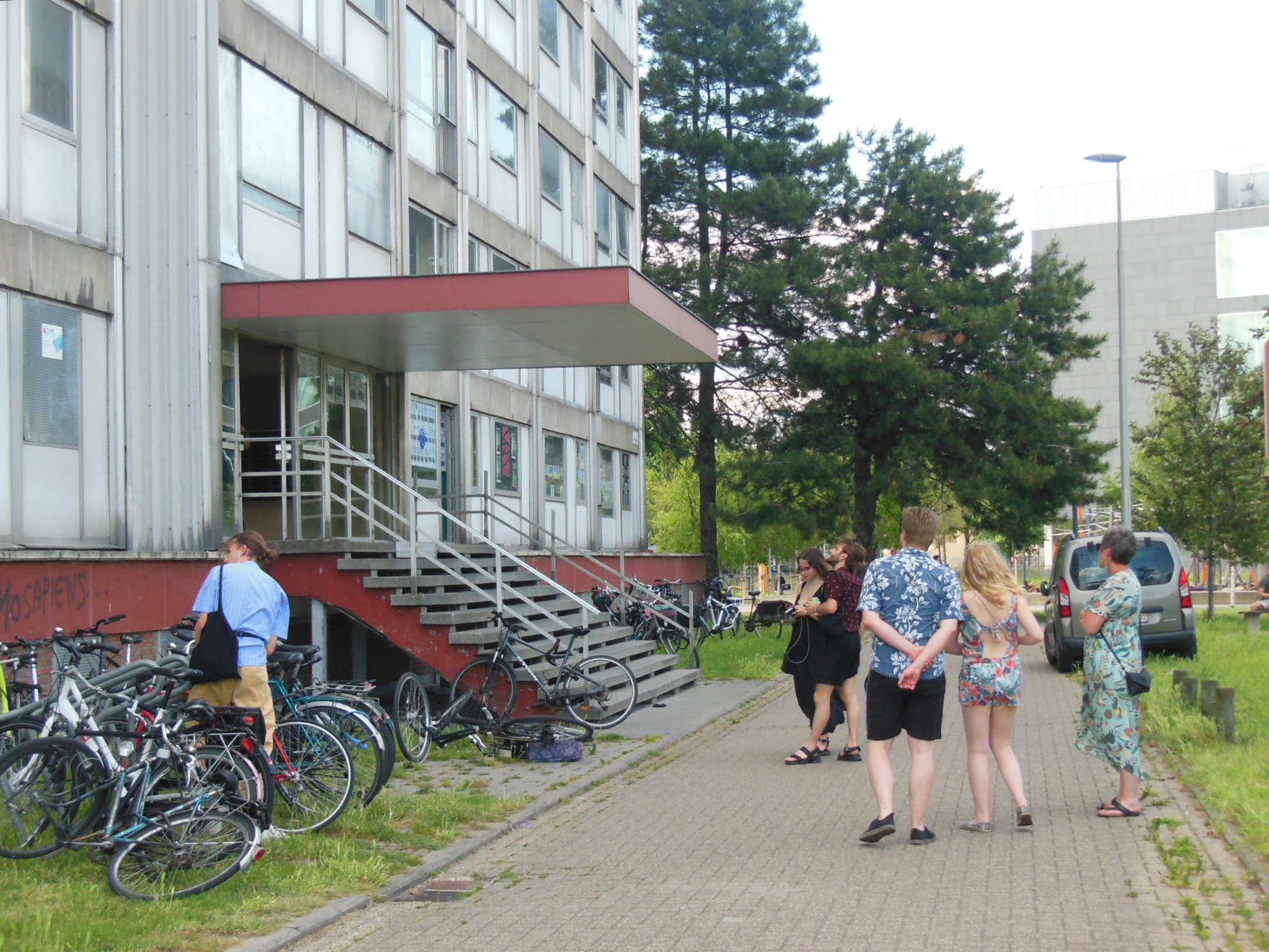
De ingang van de laatste woontoren en bezoekers aan een kunsttentoonstelling op 2 juni 2019, met als thema de vroegere bewoners.

Het Rabot is een buurt in de Belgische stad Gent, en vormt samen met de straten aan de Blaisantvest de officiële wijk Rabot-Blaisantvest. De buurt is genoemd naar het eeuwenoude Rabotgebouw aan de Lieve (in de volksmond de Torekens) en werd ontwikkeld tijdens de bloei van de textielindustrie op het einde van de 19e eeuw. 
Het Rabot maakt deel uit van de zogenaamde 19e-eeuwse gordel rond de stad en herbergt veel inwoners van buitenlandse afkomst waaronder een belangrijk aandeel van de Turkse gemeenschap in België. De buurt omvat de ruimere omgeving van het plein dat uitgeeft op de Wondelgemstraat en Griendeplein, de Gebroeders de Smetstraat, de Opgeëistenlaan en de Begijnhoflaan. De Rabotstraat zelf is een verbinding tussen de Burgstraat en het Rabotgebouw. Aan het Rabot - met de hoek Gebroeders de Smetstraat - was de textielfabriek NV Loutex gevestigd met vandaag de Katholieke Universiteit Leuven Technologiecampus Gent.
Het Rabot is de meest dichtbevolkte wijk (9.668 inw per vierkante kilometer) van Gent, maar tegelijk ook het armste deel van de stad.  Sinds 6 januari 2024 passeert hier ook de Gentse tramlijn T2 en vanaf de zomer van 2024 zal daar ook de Gentse tramlijn T4 passeren.

## Geschiedenis
In 1488 waren troepen van de Duitse keizer Frederik III hier gelegerd, maar dropen af na 40 dagen beleg op Gent. Daarna bouwden de Gentenaars op deze plek triomfantelijke torens op de bestaande rabot. Enkele straatnamen herinneren aan dit wapenfeit: de Triomfstraat en de Filips Van Cleeflaan die verwijst naar de Gentse aanvoerder.
Na de industriële revolutie kwamen er in de 19de eeuw tal van fabrieken in de buurt. Die trokken arbeiders aan en dit proletariaat vestigde er zich ook. Het aantal inwoners steeg dermate dat de Sint-Jansparochie werd uitgebreid met een nieuwe Sint-Jozefsparochie met de Sint-Jozefskerk aan de Wondelgemstraat. Voor protestanten is er de Rabotkerk aan de Begijnhoflaan.
Na de Tweede Wereldoorlog werd het Rabotstation en de Gasfabriek afgebroken. Van 1972 tot 1974 werden er op de vrijgekomen gronden drie woontorens gebouwd met samen 573 appartementen. De woonblokken raakten verloederd waarna in 2009 werd beslist om ze af te breken en te vervangen door 400 nieuwe appartementen met een beperkt aantal bouwlagen (variërend van 3 tot 9 verdiepingen) en nieuwe openbare functies. De eerste toren werd in 2013-2015 gesloopt, de tweede in 2017-2018 en de derde in 2020-2021. Deze afbraak en de bewoners van de torens werden het onderwerp van de documentairefilm Rabot uit 2017 door Christina Vandekerckhove.
Op hetzelfde grote bouwblok, naast de appartementsblokken werd ook het Nieuw Gerechtsgebouw Gent gebouwd.